# Benny The Butcher
Jeremie Damon Pennick (nascido em 27 de novembro de 1984), conhecido profissionalmente como Benny the Butcher, ou apenas Benny, é um rapper e compositor norte-americano natural de Buffalo, Nova Iorque. Ele ganhou destaque em 2018 após o lançamento de seu álbum de estreia, Tana Talk 3 . Junto com seus primos rappers Westside Gunn e Conway The Machine, com os quais forma o coletivo Griselda, ele é conhecido por suas músicas inspiradas nas músicas de hip hop dos anos 90 e é frequentemente creditado por liderar um renascimento 'sujo' e 'corajoso' da música hip hop, influenciado por temas gangsters e tráfico de drogas.

## Vida pregressa
Benny nasceu como Jeremie Damon Pennick em 27 de novembro de 1984 na cidade de Buffalo, Nova Iorque e era o segundo mais velho de oito irmãos, criado por uma mãe solteira. Passou a infância crescendo na vizinhança de Montana Avenue. Devido à taxa de pobreza predominante entre os habitantes da área, Pennick começou a traficar heroína aos 14 anos, apesar de testemunhar a luta de sua mãe contra o vício.

## Discografia

### Álbuns de Estúdio
| Title              | Album details | Peak chart positions | Peak chart positions | Peak chart positions | Peak chart positions      | Peak chart positions | Peak chart positions |
| Title              | Album details | US                   | US R&B/HH            | US Rap               | US<br id="mwAR0"><br>Ind. | CAN                  | UK DL                |
| ------------------ | --- | -------------------- | -------------------- | -------------------- | ------------------------- | -------------------- | -------------------- |
| Tana Talk 3        | - Released: November 23, 2018 - Label: Griselda, Black Soprano Family - Format: LP, digital download, streaming      | —                    | —                    | —                    | —                         | —                    | —                    |
| Burden of Proof    | - Released: October 16, 2020 - Label: Griselda, Empire - Format: LP, digital download, streaming                     | 27                   | 14                   | 15                   | 8                         | 100                  | —                    |
| Tana Talk 4        | - Released: March 11, 2022 - Label: Griselda, Black Soprano Family, Empire - Format: LP, digital download, streaming | 22                   | 12                   | 9                    | 6                         | —                    | —                    |
| Everybody Can't Go | - Released: January 26, 2024 - Label: 5 to 50, Def Jam - Format: CD, LP, digital download, streaming                 | 93                   | 37                   | —                    | —                         | —                    | 46                   |

#### Álbuns de colaboração
| Title                                       | Album details                                                            |
| ------------------------------------------- | ------------------------------------------------------------------------ |
| Butcher on Steroids (with DJ Green Lantern) | - Released: November 27, 2017 - Formats: LP, digital download, streaming |
| Trust the Sopranos (with 38 Spesh)          | - Released: May 21, 2021 - Formats: LP, digital download, streaming      |

### Extended plays
| Title                                  | EP details | Peak chart positions | Peak chart positions | Peak chart positions | Peak chart positions      | Peak chart positions |
| Title                                  | EP details | US                   | US R&B/HH            | US Rap               | US<br id="mwAaU"><br>Ind. | UK R&B               |
| -------------------------------------- | --- | -------------------- | -------------------- | -------------------- | ------------------------- | -------------------- |
| 17 Bullets                             | - Released: December 26, 2016 - Label: Black Soprano Family - Format: Digital download, streaming             | —                    | —                    | —                    | —                         | —                    |
| Tommy Devito's Breakfast (with Cuns)   | - Released: October 28, 2017 - Label: Tuff Kong - Format: Digital download, streaming                         | —                    | —                    | —                    | —                         | —                    |
| A Friend of Ours                       | - Released: June 1, 2018 - Label: Black Soprano Family - Format: Digital download, streaming                  | —                    | —                    | —                    | —                         | —                    |
| The Plugs I Met                        | - Released: June 21, 2019 - Label: Black Soprano Family - Format: Digital download, streaming                 | —                    | —                    | —                    | 22                        | —                    |
| Statue of Limitations (with Smoke DZA) | - Released: October 18, 2019 - Label: RFC, Cinematic - Format: Digital download, streaming                    | —                    | —                    | —                    | 38                        | —                    |
| The Plugs I Met 2 (with Harry Fraud)   | - Released: March 19, 2021 - Label: Black Soprano Family, SRFSCHL - Format: Digital download, streaming       | 33                   | 16                   | 13                   | 5                         | 21                   |
| Pyrex Picasso                          | - Released: August 13, 2021 - Label: Black Soprano Family, Rare Scrilla - Format: Digital download, streaming | —                    | —                    | —                    | —                         | —                    |

### Mixtapes
| Title                                                        | Album details                                                          |
| ------------------------------------------------------------ | ---------------------------------------------------------------------- |
| Tana Talk (as B.E.N.N.Y.)                                    | - Released: 2004 - Formats: LP                                         |
| B.E.N.N.Y. vs. Lil Wayne (as B.E.N.N.Y.)                     | - Released: 2007 - Formats: LP                                         |
| The American D.Boy (as B.EY)                                 | - Released: February 9, 2007 - Formats: LP                             |
| American D.Boy II: Lindsay Lohan (as B.E.N.N.Y.)             | - Released: October 2007 - Formats: LP                                 |
| American D.Boy III: Paris Hilton & Kate Moss (as B.E.N.N.Y.) | - Released: February 2, 2009 - Formats: LP                             |
| B.E.N.N.Y. Best Ever (as B.E.N.N.Y.)                         | - Released: February 7, 2009 - Formats: LP                             |
| The Mayor's Back (as B.E.N.N.Y.)                             | - Released: February 11, 2009 - Formats: LP                            |
| American D.Boy IV: Amy Winehouse (as B.E.N.N.Y.)             | - Released: February 12, 2009 - Formats: LP                            |
| Tana Talk 2 (as B.E.N.N.Y.)                                  | - Released: February 12, 2009 - Formats: LP                            |
| American D.Boy V (as B.E.N.N.Y.)                             | - Released: 2009 - Formats: LP                                         |
| Chains Bond (as 2 Chain Bennymane)                           | - Released: April 8, 2009 - Formats: LP                                |
| Benny Montana (as B.E.N.N.Y.)                                | - Released: 2007 - Formats: LP                                         |
| Benny Montana (as B.E.N.N.Y.)                                | - Released: June 22, 2010 - Formats: LP                                |
| Married 2 Da Game: The Mixtape (as B.E.N.N.Y.)               | - Released: 2007 - Formats: LP                                         |
| B.E.N.N.Y. Best Ever (as B.E.N.N.Y.)                         | - Released: February 26, 2013 - Formats: LP                            |
| Black Soprano Family (as Benny)                              | - Released: May 11, 2015 - Formats: LP                                 |
| 1 on a 1 (as Benny)                                          | - Released: March 8, 2016 - Formats: LP                                |
| 1 on a 1                                                     | - Released: March 8, 2016 - Formats: LP, digital download, streaming   |
| My First Brick                                               | - Released: October 8, 2016 - Formats: LP, digital download, streaming |

### Mixtapes de colaboração
- Best of the Underworld (as B.E.N.N.Y. with Johnal) (2006)
- Cocaine Cowboys (as B.E.N.N.Y. with .38 Special) (2009)
- Who Wants What (with Street Entertainment and DJ Kay Slay) (2006)
- SE Gang Bang Bang (with Street Entertainment) (2005)
- The Pre-season: Mixtape Series (with Buff City Music Group) (2012)
- Stabbed & Shot (with 38 Spesh) (2018)
- Searchin' for a Purpose (with Black Soprano Family) (2020)
- Da Respected Sopranos (with Black Soprano Family and DJ Drama) (2020)
- Long Live DJ Shay (with Black Soprano Family) (2022)

### Com Griselda
- WWCD (2019)

### Canções nas paradas
| Title                             | Year | Peak chart positions | Peak chart positions | Peak chart positions | Peak chart positions | Peak chart positions | Album       |
| Title                             | Year | US                   | US R&B/HH            | US Rap               | CAN                  | WW                   | Album       |
| --------------------------------- | ---- | -------------------- | -------------------- | -------------------- | -------------------- | -------------------- | ----------- |
| "Johnny P's Caddy" (with J. Cole) | 2022 | 72                   | 22                   | 14                   | 84                   | 139                  | Tana Talk 4 |

### Clipes musicais
| As lead artist | As lead artist       | As lead artist                     | As lead artist             | As lead artist         |
| Year           | Album                | Title                              | Director                   | Featured artist        |
| -------------- | -------------------- | ---------------------------------- | -------------------------- | ---------------------- |
| 2015           | Black Soprano Family | La Familia                         | Austin Martinelli          | G Herbo                |
| 2016           | 1 On A 1             | All In My Head                     | n/c                        |                        |
| 2016           | My First Brick       | Me & Doug                          | AK.Reed Films              |                        |
| 2017           | Butcher on Steroids  | Change                             | THC Films                  |                        |
| 2017           | Butcher on Steroids  | Hustler's Wife                     | THC Films                  |                        |
| 2018           | Stabbed & Shot       | 2 Weapons                          | n/c                        | 38 Spesh               |
| 2018           | Stabbed & Shot       | Man Of The Kitchen                 | GrecTVfilms                |                        |
| 2018           | A Friend of Ours     | India                              | Solo Visions               | El Camino              |
| 2018           | A Friend of Ours     | Long Way                           | Slim Gus. The Video Shotta | El Camino              |
| 2018           | A Friend of Ours     | Jackpot                            | D. Hawks                   | El Camino              |
| 2018           | Tana Talk 3          | Joe Pesci 38                       | Slim Gus. The Video Shotta |                        |
| 2018           | Tana Talk 3          | Broken Bottles                     | Mercenary Films            |                        |
| 2019           | Tana Talk 3          | Rubber Bands & Weight              | Slim Gus. The Video Shotta |                        |
| 2019           | Tana Talk 3          | Scarface Vs. Sosa Pt. 2            | Condido Verona             |                        |
| 2019           | The Plugs I Met      | 5 to 50                            | Otto the Director          | India                  |
| 2019           | The Plugs I Met      | Took the Money to the Plug's House | Condido Verona             |                        |
| 2019           | The Plugs I Met      | Sunday School (Live Version)       | 1000 Words                 | Jadakiss, 38 Spesh     |
| 2020           | Burden of Proof      | Legend                             | Joe Lombard                | Hit-Boy                |
| 2020           | Burden of Proof      | Famous                             | The Wizard                 |                        |
| 2020           | Burden of Proof      | Trade It All                       | The Wizard                 |                        |
| 2021           | The Plugs I Met 2    | Thanksgiving                       | The Wizard                 | Harry Fraud            |
| 2021           | The Plugs I Met 2    | Plug Talk                          | The Wizard                 | Harry Fraud, 2 Chainz  |
| 2021           | The Plugs I Met 2    | Survivor's Remorse                 | The Digggers               | Harry Fraud, Rick Hyde |
| 2021           | The Plugs I Met 2    | When Tony Met Sosa                 | The Digggers               | Harry Fraud            |
| 2021           | The Plugs I Met 2    | Overall                            | Paperface                  | Harry Fraud, Chinx     |
| 2021           | Long Live DJ Shay    | Mr. Pyrex Man                      | The Wizard                 |                        |
| 2022           | Tana Talk 4          | Johnny P's Caddy                   | Heirs                      | J. Cole                |
| 2022           | Tana Talk 4          | 10 More Commandments               | The Wizard                 | Diddy                  |
| 2022           | Tana Talk 4          | Bust a Brick Nick                  | Kat, Tony Deniro, Blu      |                        |
| 2022           | Tana Talk 4          | Uncle Bun                          | Nitro4K                    | 38 Spesh               |
| 2022           | Tana Talk 4          | Super Plug                         | CMDelux                    |                        |
| 2022           | /                    | Welcome to the States              | n/c                        |                        |
| 2022           | Tana Talk 4          | Thowy's Revenge                    | Max Toshiro                |                        |
| 2023           | /                    | Big Dog                            | Ricky Alvarez              | Lil Wayne              |
| 2023           | /                    | One Foot In                        | The Wizard                 | Stove God Cooks        |
| 2024           | Everybody Can't Go   | BRON                               | The Wizard                 |                        |
| 2024           | Everybody Can't Go   | Back Again                         | Thirdeyeraz                | Snoop Dogg             |

## Filmografia
| Ano  | Título     | Papel | Notas             |
| ---- | ---------- | ----- | ----------------- |
| 2021 | Conflicted | Nick  | Estreia no cinema |